# Axintele
Axintele – wieś w Rumunii, w okręgu Jałomica, w gminie Axintele. W 2011 roku liczyła 1739 mieszkańców.